# O Repúblico
O Repúblico foi um jornal favorável a implementação de um Estado Republicano no Brasil. De caráter liberalista e antimonarquista, o jornal teve uma participação de destaque nos eventos que culminaram na Abdicação de Pedro I do Brasil. Foram publicadas 197 edições no decorrer de sua existência e teve ferrenha oposição dos monarquistas e conservadores.

## História

### Contexto de sua formação
O Jornal teria sido lançado no final de 1830. Se passando no período no qual Miguel I de Portugal havia tomado o trono de Portugal, da filha do Imperador Pedro I do Brasil, Maria II de Portugal. Vários movimentos nativistas e nacionalistas brasileiros se incomodaram com a posição de Dom Pedro I, a qual de acordo com os liberais - que se aliaram ao movimento nativista - estava dando mais atenção aos assuntos de Portugal do que aos brasileiros, chamando o mesmo de Dom Pedro IV  de Portugal, em vez de Dom Pedro I. 

### Participação na Abdicação do Imperador
O jornal espalhava informações por muitas vezes falsas à respeito da situação dos brasileiros na capital. Os brasileiros eram chamados pelo jornal a lutar contra o Imperador. No dia 1º de abril de 1831, o jornal afirmara que brasileiros foram assassinados por portugueses na capital. A localização do jornal seria motivo para a escolha da população de se ajuntar, nos eventos finais da abdicação de Dom Pedro I, no Campo de Santana.
1. 1 2 3  «O REPUBLICO». Biblioteca Nacional Digital. 6 de julho de 2015. Consultado em 30 de julho de 2020
2. 1 2  Rezzutti, Paulo (2015). D. Pedro: A História Não Contada: O Homem Revelado por Cartas e Documentos Inéditos. [S.l.]: Grupo LeYa. p. 271
3. ↑  Rezzutti, Paulo (2015). D. Pedro IV : a história não contada : o homem revelado por cartas e documentos inéditos. [S.l.]: Grupo LeYa. p. 273. OCLC 962424920